# Western Stemmed Tradition
De Western Stemmed Tradition ("Westelijke gesteelde traditie", WST) is een archeologische cultuur uit de lithische periode die bekend is van de Intermountain West in Noord-Amerika, met name het Grote Bekken en het Columbia-plateau. De cultuur beslaat een periode van ruim 13.000 tot ongeveer 8.500 jaar BP, en overlapt dus met de bekendere Cloviscultuur. In tegenstelling tot Clovis en verwante tradities zijn de projectielpunten die door de Western Stemmed Tradition werden geproduceerd niet gecanneleerd (er zijn geen afslagen van de basis verwijderd). Andere soorten stenen gereedschappen die door de WST-volkeren werden geproduceerd, zijn halve manen (stone crescents). 
De WST kent een grote variatie in gereedschapsmorfologie en is onderverdeeld in een aantal chronologisch gescheiden subtypen, waaronder Haskett (~12.600-11.500 BP), Cougar Mountain (Grote Bekken, 11.700-9.000 BP), Lind Coulee (Columbia-plateau, 12.000-11.200 BP, genoemd naar de archeologische vindplaats Lind Coulee), Parman (Grote Bekken, 11.300-9.000 BP), Silver Lake (Grote Bekken, 11.000-9.850 BP) en Windust (11.300-8.500 BP, genoemd naar de Windust Caves). Enkele van de oudste vindplaatsen van deze traditie zijn Cooper's Ferry in Idaho en Paisley Cave in Oregon. Ze dateren uit het Bølling-Allerød Interstadiaal, daterend van 13.500 BP bij Cooper's Ferry.  
Pre-Clovis-gesteelde punten zijn ook bekend van de Debra L. Friedkin (Buttermilk Creek) en Gault-vindplaatsen in Texas, die mogelijk dateren van 14.500 BP, hoewel deze buiten het kernverspreidingsgebied van de WST liggen. 
Tot de WST-type punten behoren zowel gesteelde vormen (waarbij de basisdoorsnede smaller is dan het hoofdgedeelte van de punt) als lancetvormen. De punten werden vervaardigd uit verschillende kerntypes, voornamelijk met behulp van slagreductie, waarbij ook gebruik werd gemaakt van drukreductie. Deze punten waren waarschijnlijk multifunctioneel en dienden ook als snijgereedschap. 
Gereedschappen van het type WST worden het vaakst aangetroffen in de buurt van huidige of voormalige meren en draslanden, hoewel ze ook zijn aangetroffen in andere omgevingen zoals delta's, grotten, rotsschuilplaatsen en canyons. 
Op basis van vondsten in grotten die verband hielden met WST-type werktuigen wordt aangenomen dat de WST-volkeren textiel en touw produceerden. Ook wordt aangenomen dat ze rotstekeningen maakten en handel dreven met kustvolkeren voor kralen van zeeschelpen.  
In tegenstelling tot de Cloviscultuur, waarvan wordt aangenomen dat het gespecialiseerde mobiele jagers op groot wild waren, wordt aangenomen dat de WST-volkeren (met uitzondering van de Haskett, die lancetvormige punten hadden) generalisten waren die een breed scala aan voedselbronnen exploiteerden. Uit bewijsmateriaal uit de Paisley-grot blijkt dat de mensen uit de WST-regio dieren als gaffelbokken, dikhoornschapen, muildierherten, hazen en saliehoenders aten, evenals krekels, naast verschillende soorten plantaardig voedsel. Op andere plekken zoals Connley Caves in Oregon en Old River Bed in Utah wordt gesuggereerd dat er op bizons, muildierherten, konijnen, watervogels en vissen werd gejaagd. De Buhl-vrouw, die begraven werd gevonden in het zuiden van Idaho met ceremonieel WST-achtig gereedschap (het meest vergelijkbaar met het Parman-type) had een dieet met een aanzienlijk deel vis, zoals blijkt uit isotopenanalyse. 